# Chrysina peruviana
Chrysina peruviana är en skalbaggsart som beskrevs av Kirby 1827. Chrysina peruviana ingår i släktet Chrysina och familjen Rutelidae. Inga underarter finns listade i Catalogue of Life.